# Kiryat Yam
Kiryat Yam (in ebraico קִרְיַת יָם‎?, letteralmente "città del mare"; in arabo كريات يام‎?) è una città nel distretto della baia di Haifa di Israele, a 12 km a nord di Haifa. Uno di un gruppo di sobborghi di Haifa noto come Krayot, si trova sulla costa mediterranea, tra Kiryat Haim e la zona industriale di Tzur Shalom, a est di Kiryat Motzkin. Nel 2017 aveva una popolazione di 39 710 abitanti.